# メーアスブルク

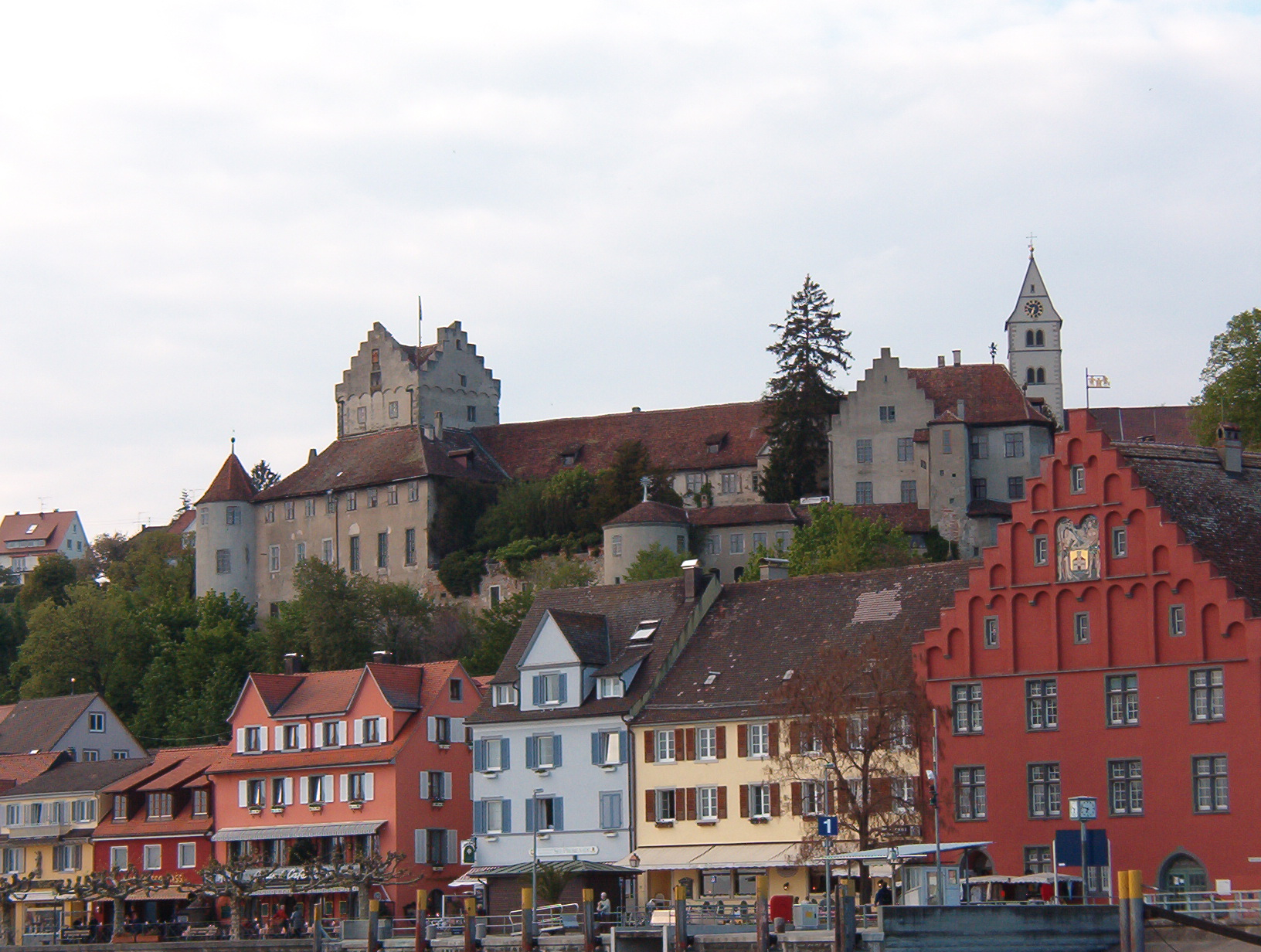
ボーデン湖より眺めた街の風景

座標: 北緯47度41分45秒 東経9度16分15秒 / 北緯47.69583度 東経9.27083度

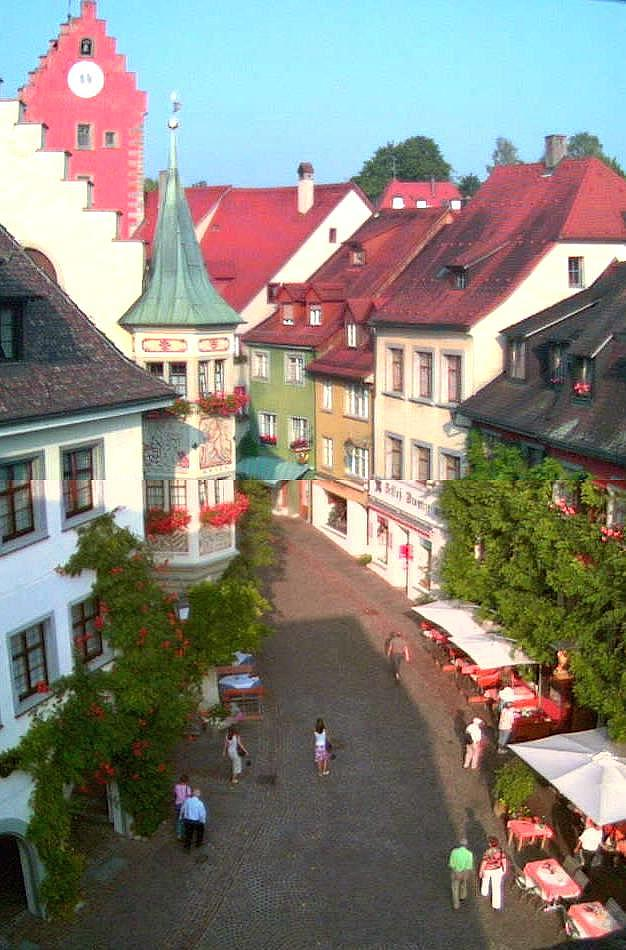
街の中心部

メーアスブルク（Meersburg）はドイツ連邦共和国の都市。バーデン＝ヴュルテンベルク州に属する。人口は5547人（2005年）。

## 地勢・産業
ボーデン湖（コンスタンツ湖）の湖畔に位置する小さな都市。観光業のほか、ワインの生産も行われている。湖の対岸にはコンスタンツが位置しており、船を用いて30分ほどで渡れる。

## 観光
観光名所としては、2つの城（Altes Schloss、Neues Schloss）が有名。前者は7世紀、後者は18世紀に建てられた。ツェッペリン博物館では、ツェッペリン飛行船、当時の軍事技術などに関する様々な展示がみられる。